# Holmsjön (Mörlunda socken, Småland, 634958-150112)
Holmsjön är en sjö i Hultsfreds kommun i Småland och ingår i Emåns huvudavrinningsområde. Sjön har en area på 0,388 kvadratkilometer och ligger 104,9 meter över havet.

## Delavrinningsområde
Holmsjön ingår i det delavrinningsområde (634977-149860) som SMHI kallar för Utloppet av Maren. Medelhöjden är 139 meter över havet och ytan är 34,75 kvadratkilometer. Det finns ett avrinningsområde uppströms, och räknas det in blir den ackumulerade arean 67,62 kvadratkilometer. Marån som avvattnar avrinningsområdet har biflödesordning 2, vilket innebär att vattnet flödar genom totalt 2 vattendrag innan det når havet efter 74 kilometer. Avrinningsområdet består mestadels av skog (80 procent). Avrinningsområdet har 2,86 kvadratkilometer vattenytor vilket ger det en sjöprocent på 8,2 procent.